# Hemmingen
Hemmingen är en stad i Region Hannover i förbundslandet Niedersachsen i Tyskland. 